# Université européenne des senteurs et saveurs
L'Université européenne des saveurs et des senteurs est un centre de formation, situé à Forcalquier, au Couvent des Cordeliers. Elle dispense trois types de formations sur les thématiques des saveurs et des senteurs. La formation professionnelle est son activité majeure. Elle s'adresse aux personnes souhaitant valider ou acquérir des compétences sur la fabrication, la réglementation et la commercialisation des produits issus de la filière senteurs - saveurs. S'y adjoignent un diplôme universitaire, une licence professionnelle et un master professionnel décernés par l'Académie d'Aix-Marseille. Le troisième volet concerne une formation grand public qui propose des ateliers pédagogiques consacrés à l'éveil des sens pour s'initier aux domaines du goût et des senteurs.

## Contexte local

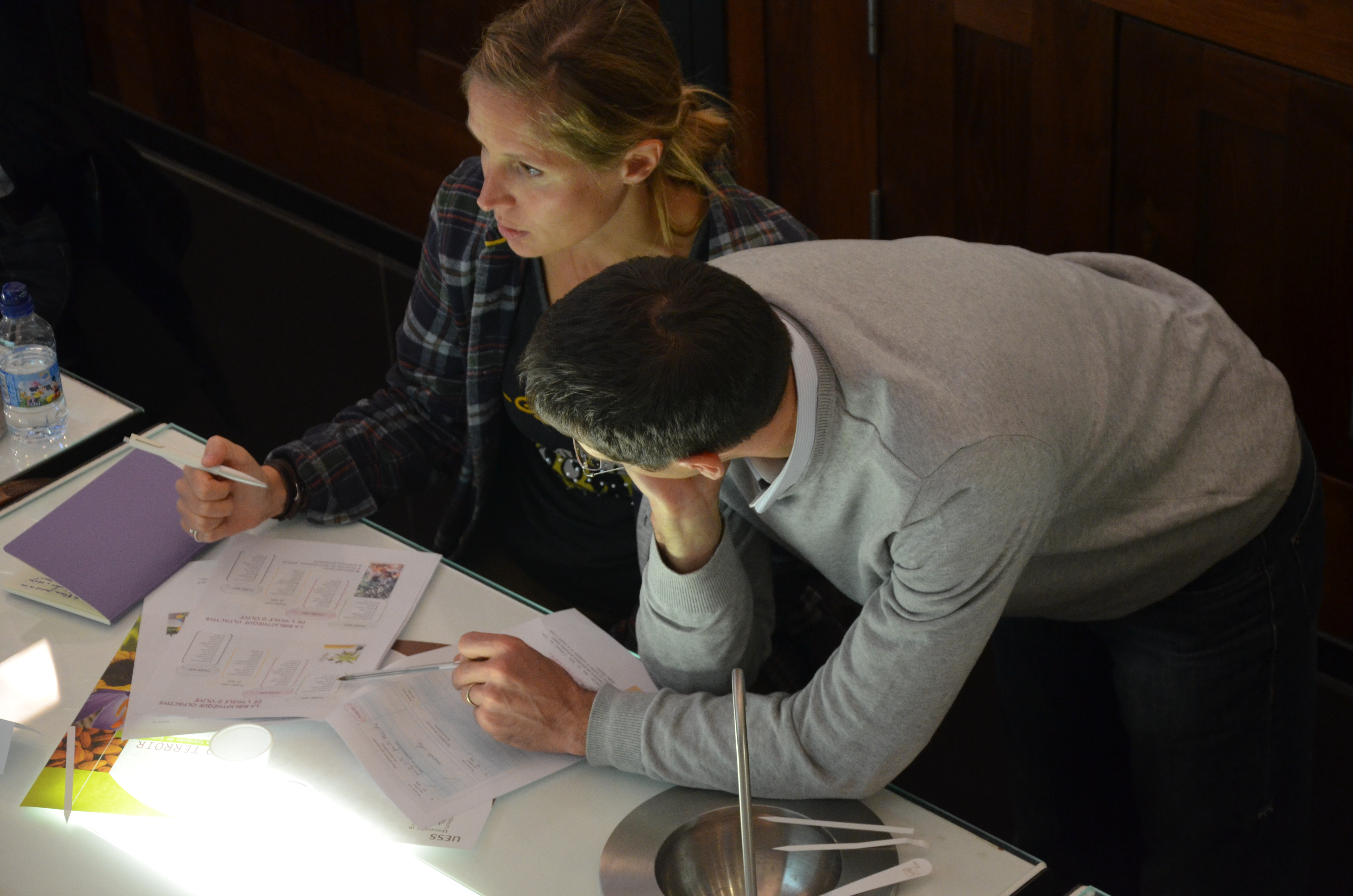
Un projet d’échange et de création

La structuration de la filière Senteurs et Saveurs s’est organisée autour d’un pôle de compétitivité provençal, de Grasse à Buis les Baronnies, regroupant ainsi l’ensemble des acteurs publics et privés autour d’un projet d’échange et de création commun. 
L'UESS a été créée par la volonté d'un grand nombre d'institutions et d'entreprises. Parmi celles-ci se trouvent les laboratoires Bains et Arômes, Oliviers & Co, les Distilleries et Domaines de Provence, l'Université du vin, L'Occitane en Provence ainsi que l'ASFO Grasse, le Prodarom, l'Union européenne des aveugles, la Fédération des aveugles et handicapés visuels de France et la Chambre de commerce et d'industrie des Alpes-de-Haute-Provence. De plus l'UESS travaille en partenariat avec l'INAO et Slow Food pour mettre en valeur les produits labellisés AOC et IGP de la haute Provence.

## Formation professionnelle

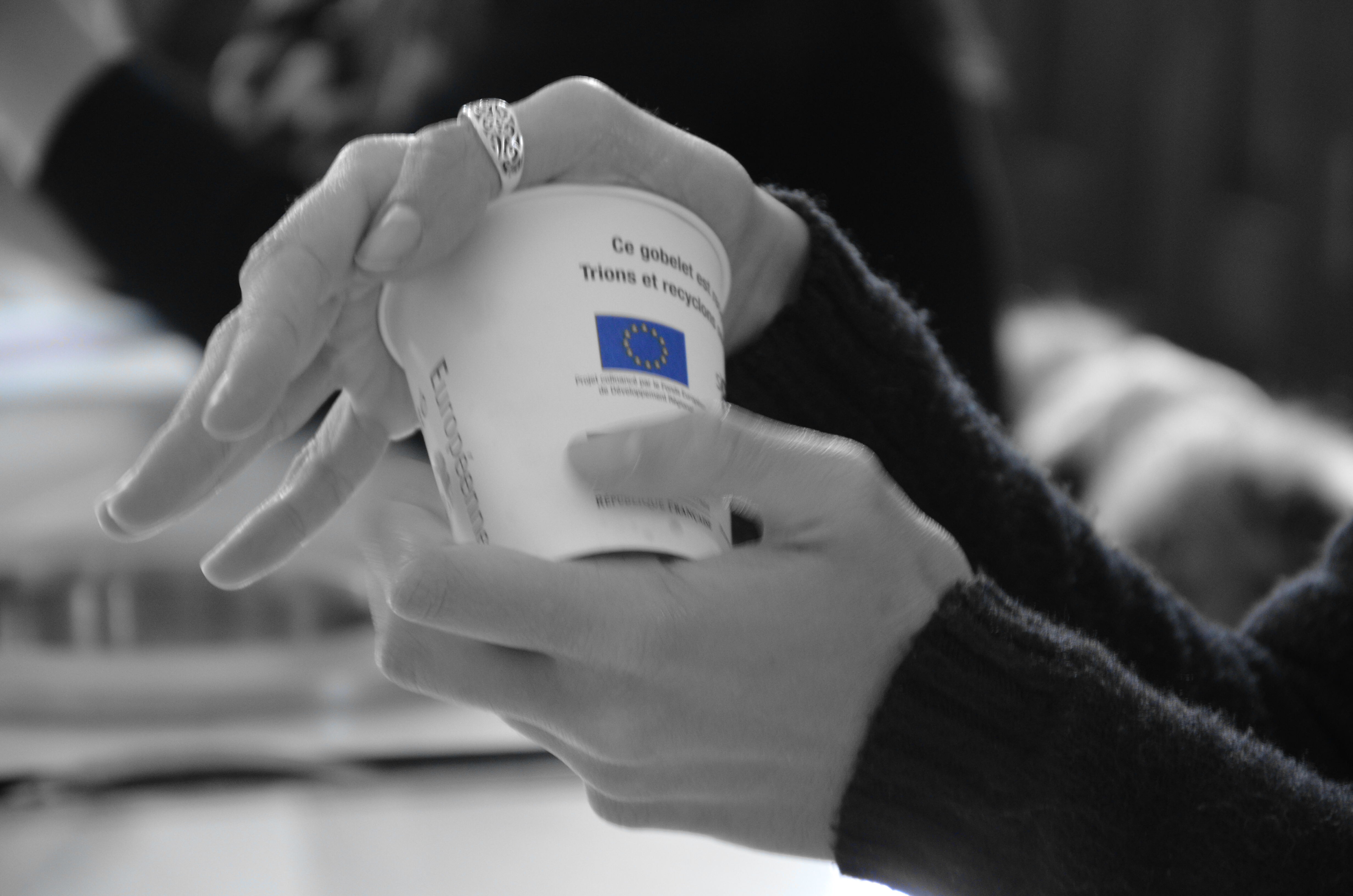
Formation professionnelle à l'UESS

En partenariat avec COSMED, l’UESS, propose un programme de formations spécifiques pour permettre de mettre en œuvre des techniques particulières aux produits cosmétiques et de mieux appliquer la réglementation relative à ce secteur. C’est ainsi plus de 30 thèmes sur la Qualité, la Réglementation, la Sécurité, la Formulation des produits cosmétiques qui sont proposés aux entreprises de ce secteur. 
En partenariat avec le Centre régional d’innovation et de transfert de technologies agro-alimentaires d'Avignon, l'UESS propose les thèmes de formation suivants : Étiquetage et nouvelles réglementations ainsi que Traçabilité et Hygiène dans l'industrie agroalimentaire.

## Formation universitaire

### Diplôme universitaire
L'objectif de ce diplôme universitaire en analyse sensorielle et marketing des produits saveurs et senteurs (DU ASMASS) est de permettre une approche scientifique de l'analyse sensorielle et d'acquérir des compétences dans la commercialisation des produits dans l'industrie agroalimentaire et les cosmétiques. il permet d'accéder aux fonctions de technicien supérieur,. L'UESS recrute chaque année 20 étudiants du niveau Bac +2, titulaire d’un B.T.S ou D.U.T. spécialité Chimie ou  Biologie végétale ainsi que des stagiaires du niveau Bac + 1.

Analyse sensorielle
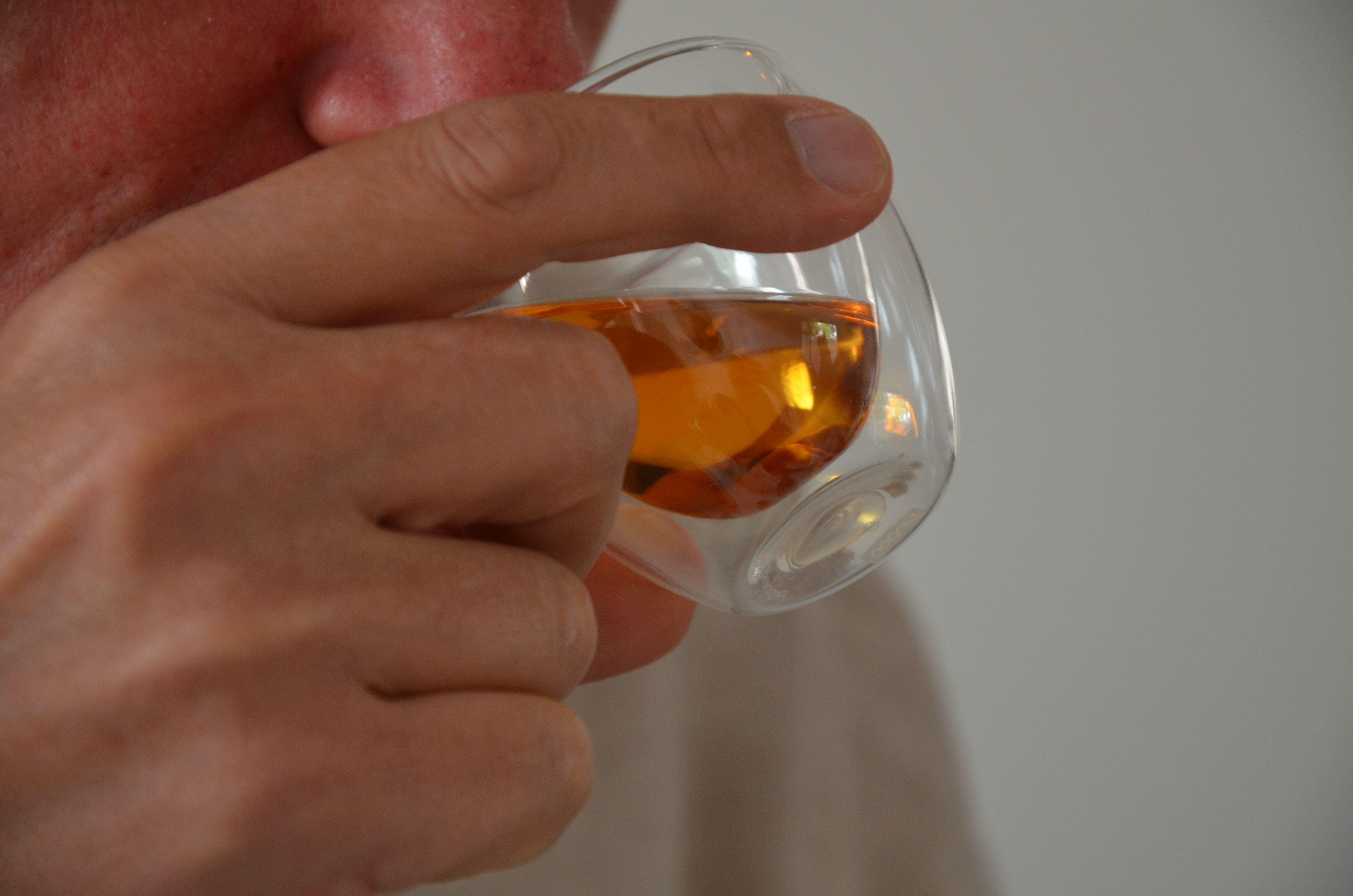
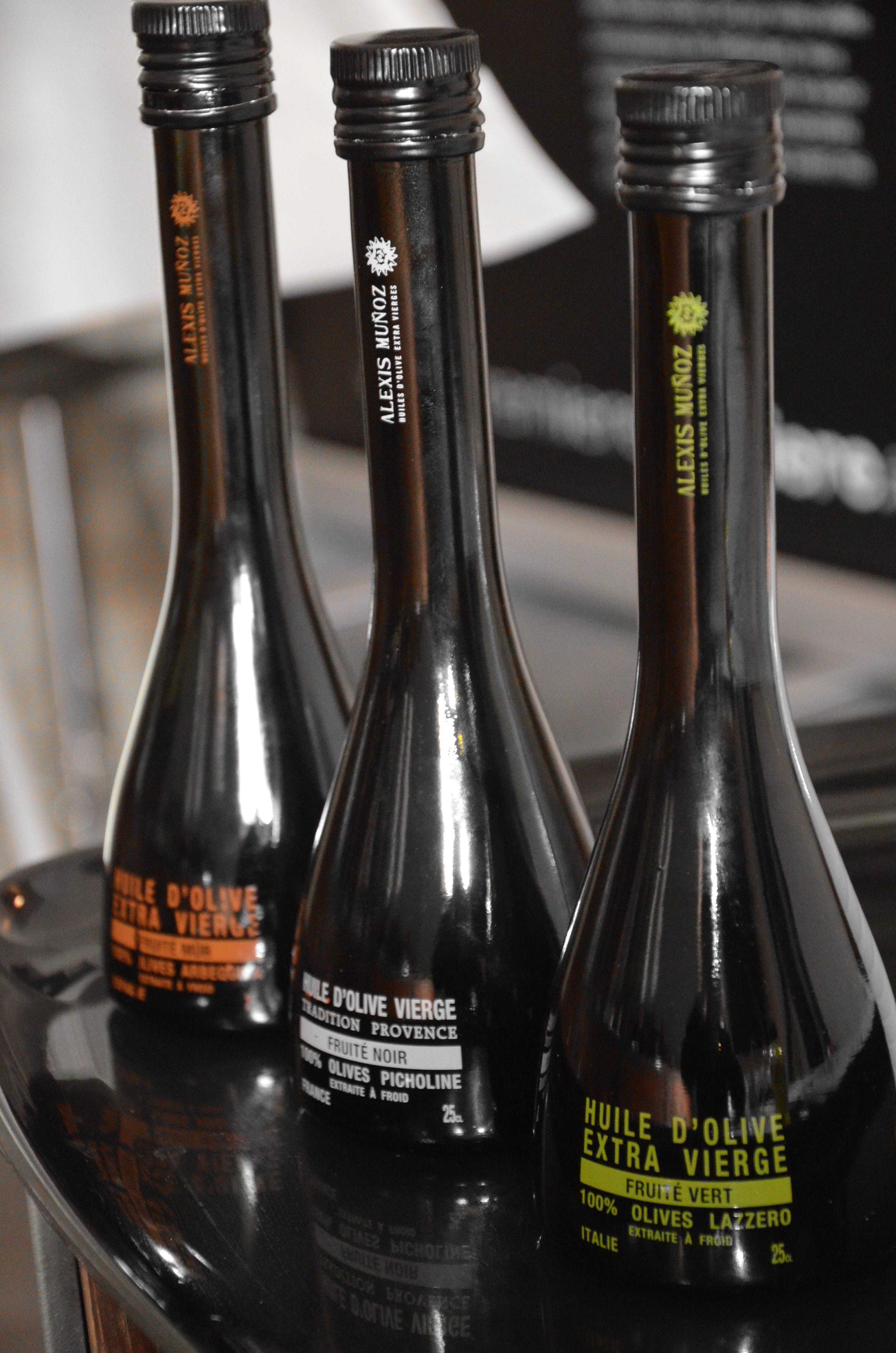
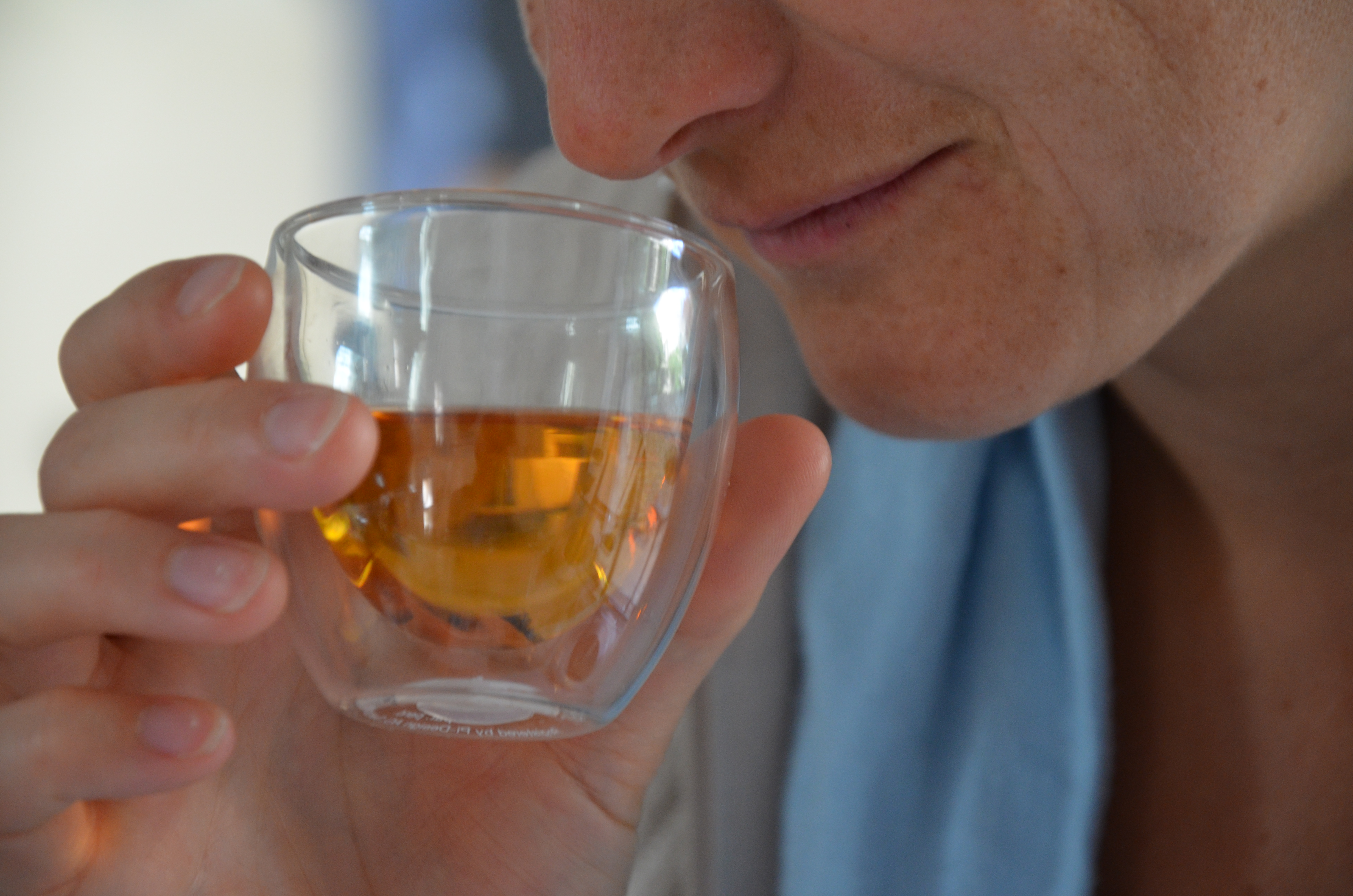

### Licence professionnelle
|  |  |

Cette licence valorisation et commercialisation des plantes aromatiques méditerranéennes est réservée à des étudiants, issus du 1er cycle universitaire scientifique ou technologique, ou à des professionnels de niveau Bac+2. Son but est de former des spécialistes pour des entreprises des secteurs de la parfumerie, cosmétologie, herboristerie ou agro-alimentaire en leur permettant de connaître et identifier les différentes huiles essentielles et leurs principes actifs des huiles essentielles pour déboucher sur leurs applications en entreprise.
Cette formation (licence professionnelle, Bac+3) initie aux différents concepts, outils et méthodes liés à la création de nouveaux produits ainsi qu'à l’évolution des législations et des marchés, tant au point de vue management qu'évolution des matières premières, des technologies d’extraction et d'analyse sensorielle.

### Master professionnel pluridisciplinaire ANSENS
Le master ANSENS, labellisé par le Pôle de compétitivité Arômes Saveurs Senteurs (PASS), se déroule sur deux ans. La première année a lieu au campus Marseille centre site Saint-Charles de l'université d'Aix-Marseille. Elle a à son programme les disciplines fondamentales : neurophysiologie, chimie, microbiologie, biologie végétale, statistiques ainsi que les techniques d'analyses sensorielles. La seconde se déroule à l'UESS de Forcalquier. Elle est axée sur la connaissance de l'entreprise, du marketing et des langues.
Nombre d’entreprises sont partie prenante de ce PASS. Leur partenariat avec l'UESS permet à celle-ci d'offrir des stages de fin de master (6 mois) dans des entreprises renommées. Le but est de former des experts en saveurs et senteurs afin de permettre aux diplômés d'apporter leurs compétences techniques et scientifiques à l'organisation des dispositifs d'analyse ouvrant sur des possibilités nouvelles dans l'entreprise.
En 2005, première année de fonctionnement à plein, l’UESS a accueilli 216 stagiaires à travers 13 formations différentes. Le Diplôme Universitaire a ouvert avec une première session de 8 étudiants pour passer à 20 actuellement,. 

## Formation grand public

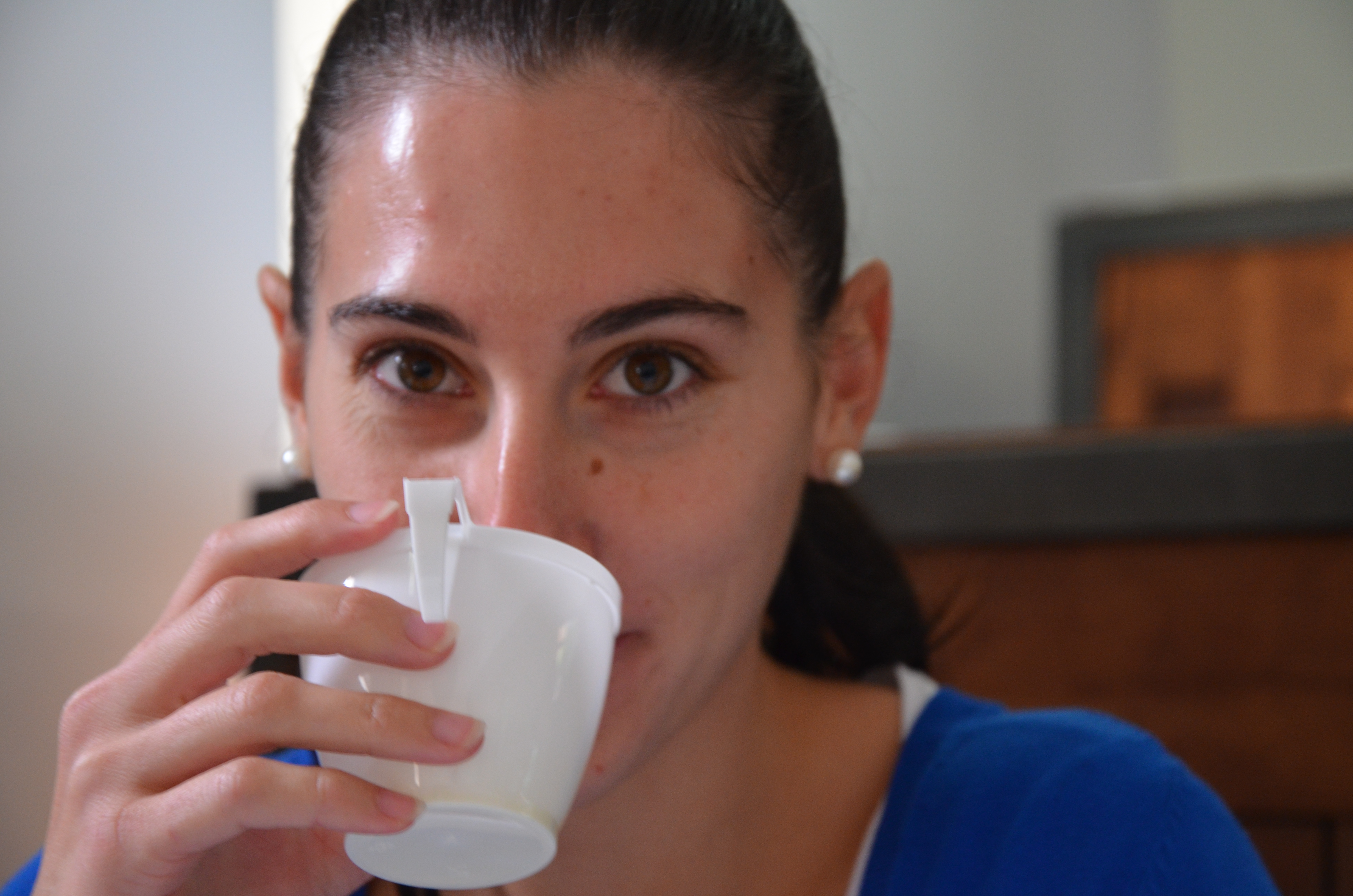
Initiation à la dégustation

Cette formation s'articule sur deux axes. La première est réservée aux enfants de 5 à 12 ans. Elle tend à développer l'éveil des sens par des activités et des jeux faisant appel à tous les sens pour mieux appréhender les senteurs et les saveurs. 
Le second volet est plus spécifiquement orienté vers les adultes. Son but est de faire découvrir les saveurs des collines à travers la recherche des salades dites sauvages et de mettre en évidence leurs qualités gustatives. En complément de cette quête, une halte dans un bistrot de pays peut être le point d'orgue de ces balades dégustation consacrées à la découverte des terroirs tout comme une visite à l'écomusée de l'olivier de Volx.